# Luganega
La luganega es una salchicha fresca de carne de cerdo.

## Producción y consumo
La carne de cerdo, picada junto con grasa, se rellena en tiras y se debe consumirse tras la cocción del producto, o como ingrediente para otros platos, como el risotto. Es particularmente popular la luganega di Monza, que incluye queso grana, caldo de carne y vino; es el ingrediente fundamental para el risotto alla monzese.